# Gemma Spofforth
Gemma Mary Spofforth, född 17 november 1987 i Shoreham-by-Sea i Storbritannien, är en brittisk ryggsimsimmare. Hon innehar världsrekordet på 100 m ryggsim långbana (dec 2013).